# Sly 3: Honor Among Thieves
Sly 3: De Erecode onder Dieven is een game ontwikkeld door Sucker Punch Productions en uitgegeven in 2005. Het spel is tevens ook het vervolg op Sly 2: De Dievenbende. Het is de derde game in de serie games van Sly Cooper.

## Verhaal
Een jaar na de gebeurtenissen van Sly 2 proberen Sly Cooper, Bentley, Murray en andere niet-geïdentificeerde personages de Cooperkluis op Kaine Island te openen. Helaas worden ze onderschept door Dr. M, de eigenaar van het eiland. Murray en Bentley ontsnappen, maar een monster grijpt Sly vast. Tijdens deze scène flitst het leven van Sly voor zijn ogen en flitst het spel terug.
Sly ontdekte dat de Cooperkluis op Kaine Island verborgen was voor een van de collega's van zijn vader, Jim McSweeney. De kluis bevat de opgebouwde rijkdom van de Cooper Clan die door de eeuwen heen is opgebouwd. Sly ging op zoek naar de kluis, maar ontdekte dat M een fort op het eiland had gebouwd in een poging de rijkdom te vinden die in de kluis verborgen was. Sly had extra experts nodig om de uitgebreide beveiliging van Dr. M te doorbreken; hij had de Cooper Gang weer in actie nodig.
Ten eerste zoeken Sly en Bentley Murray, die het team had verlaten vanwege schuldgevoelens voor het veroorzaken van Bentley's beenblessure, waardoor hij verlamd zou raken. Ze leren over een maffiabaas, Octavio, die actief is in Venetië, Italië, waar Murray was. Sly vindt Dimitri in een cel van het plaatselijke politiebureau. Hij stemt ermee in Murray te vinden als Sly hem helpt ontsnappen. Sly vindt Murray, terwijl ze Carmelita Fox ontwijkt, die sinds hun laatste ontmoeting meer hatelijk was geworden voor misdaden. Murray was een stagiair geworden voor een vredelievende figuur die bekend staat als de Goeroe, om vrediger te worden. Murray weigert zich weer bij Sly en Bentley aan te sluiten totdat de grachten schoon zijn, de taak die de Goeroe hem heeft gegeven. Sly en Bentley halen Octavio neer, die de grachten met teer had vervuild als onderdeel van een plan om de stad te dreigen weer van opera te houden. Nadat ze een aantal plannen hebben opgesteld, verstoren ze Octavio's comebackconcert, maar Octavio verwondt Bentley, waardoor Murray zo boos wordt dat hij stopt met trainen en Octavio vecht en hem verslaat. Octavio wordt gearresteerd en Murray voegt zich weer bij het team.
Murray mist de goeroe, dus de bende vliegt naar Yuendumu, Northern Territory, Australië, om de Goeroe te vinden, maar de bouw door mijnwerkers heeft het land overgenomen. Sly vindt de Goeroe, maar de Goeroe verlaat zijn cel niet voordat hij zijn mystieke maansteen en staf heeft. Sly herstelt ze, Bentley geeft ze terug aan de Goeroe en huj breekt uit. Hij stemt ermee in om zich bij het team aan te sluiten als Sly en de bende helpen de mijnwerkers van zijn land te verwijderen. Om dit te doen, moeten ze het masker van donkere aarde vernietigen, een kwaadaardig demonisch masker dat de drager ervan een vicieuze reus en krachtiger maakt. Terwijl Carmelita Sly achterna gaat, blijft het masker van de donkere aarde op haar gezicht plakken en begint ze met een oncontroleerbare snelheid te groeien. Sly moet op haar klimmen en het masker verwijderen. Nadat het masker van de donkere aarde is vernietigd door de huurlingen van Carmelita, voegt de goeroe zich bij de Cooper Gang.
Hij heeft behoefte aan een robotica-gevechtsdeskundige die verder gaat dan Bentley's capaciteiten, en ontmoet online een Nederlandse muis genaamd Penelope. Ze stemt ermee in om zich bij hun team aan te sluiten als ze haar baas, de Zwarte Baron, een ervaren vlieger met zijn eigen vliegcompetitie, die hij nooit had verloren, kunnen neerhalen. De bende reist naar Kinderdijk, Zuid-Holland, Nederland, waar ze Sly invoeren in de vliegwedstrijd. Terwijl ze daar zijn, ontmoeten ze Dimitri, die ermee instemt hen te vertellen waar ze het wedstrijdrooster kunnen vinden als Sly ermee instemt de gunst terug te geven. Boefsmoel, Sly's voormalige vijand in Sly Raccoon, vliegt ook mee in de competitie, maar Sly laat Carmelita hem arresteren. Nadat de bende andere teams heeft gesaboteerd, verslaat Sly de zwarte baron, die vervolgens Sly vecht op de vleugel van een vliegtuig. Penelope blijkt de zwarte baron in kostuum te zijn en Sly wint de wedstrijd. Penelope vertelt de bemanning dat haar reden om baron te zijn was omdat ze te jong was om op haar huidige leeftijd deel te nemen aan vliegwedstrijden. Penelope voegt zich zonder aarzeling bij de bende. Het team heeft een sloopexpert nodig die verder gaat dan Bentley's capaciteiten en werft Sly's voormalige vijand, de pandakoning, aan. Nadat ze hebben ontdekt dat hij zijn misdaadleven in de steek heeft gelaten, confronteren ze hem en hij stemt ermee in mee te doen als ze hem helpen zijn dochter, Jing King, te redden. Generaal Tsao heeft haar ontvoerd en is van plan haar te dwingen met hem te trouwen. Murray lokaliseert en herstelt de oude teambus, eerst geholpen door Penelope en vervolgens door de pandakoning, die de band erkent die Murray met de bus deelt, is dezelfde die hij deelt met zijn dochter. Generaal Tsao steelt Bentley's laptop en Sly wordt gedwongen hem te confronteren en te verslaan om hem terug te krijgen. Nadat hij uiteindelijk Jing King heeft gered, roept Tsao een stenen draak op die Penelope grijpt. Sly verslaat de draak en redt Penelope voordat hij ontsnapt met de bende, terwijl Carmelita generaal Tsao arresteert en hem naar de gevangenis begeleidt. De pandakoning voegt zich bij de bende.
Later e-mailt Dimitri Sly om hem te herinneren aan de gunst die hij hem in Nederland verschuldigd was, dus koopt Dimitri kaartjes voor de hele bende voor een cruise naar Bloedbadbaai in de Caribische Zee. Nadat ze vernomen hebben dat zijn grootvader, René Lousteau, zijn duikuitrusting en schat had verzameld die hij had gestolen door een piraat genaamd Piet Zwartvlek, proberen ze het terug te krijgen. Kapitein LeFwee, een andere gevaarlijke piraat die bekend staat als de slimste man ter wereld zeven zeeën, had de schatkaart echter gestolen. Nadat ze een schip hebben gestolen, zeilen ze om René Lousteau's schat en uitrusting te vinden en met succes terug te vinden. Kapitein LeFwee overvalt ze echter tijdens de overval en ontvoert Penelope. Ze bereiden een aanval voor op de schedelkast van LeFwee, waarbij een gigantische inktvis genaamd Pletter wordt getemd. Pletter en de goeroe verslaan de mannen van LeFwee terwijl Bentley Penelope bevrijdt. Bentley raakt gewond tijdens de ontsnapping en Penelope vecht kapitein LeFwee en klopt hem de haven binnen, waar hij wordt opgegeten door haaien. Vervolgens voegt Dimitri zich bij het team als hun kikvorsman, en Bentley en Penelope worden een koppel.
Het spel keert dan terug naar het heden, waar Sly worstelt om te ontsnappen aan een van Dr. M's monsters. Sly realiseert zich dat hij laf is geweest tegenover Carmelita en betreurt het dat hij nooit naar zijn gevoelens heeft gehandeld. Carmelita arriveert met gewapende bewakers op het eiland en vecht tegen Dr. M, met de bedoeling zowel Sly als Dr. M. te vangen. Ze verslaat het monster, maar laat zowel Sly als Dr. M ontsnappen. De bende werkt aan het ophalen van Sly's wandelstok, de sleutel tot de kluis, en vecht daarbij meerdere keren tegen Dr. M. Tijdens deze evenementen onthult Dr. M dat hij een partner was van Sly's vader, maar voelde dat hij oneerlijk werd behandeld en het Cooper-fortuin wilde stelen.
Nadat ze tegen de beveiliging hebben gevochten, breken ze eindelijk in de kluis, waar Sly de geschiedenis en rijkdom van zijn voorouders ziet. Ondertussen breekt Dr. M in de kluis en vecht eerst tegen Murray en Bentley voordat hij Sly volgt. Na een een-op-een gevecht met Dr. M, komt Sly als overwinnaar uit de strijd. Na het gevecht vergelijkt dr. M hem opnieuw met zijn vader, maar Sly staat erop dat iedereen een individu is en dat hij gewoon zichzelf is. Carmelita arriveert om ze allebei te arresteren. Dr. M schiet echter op haar af en Sly springt voor haar als een menselijk schild. Carmelita verslaat Dr. M en controleert Sly. Hij lijkt te lijden aan geheugenverlies, dat Carmelita misbruikt om te doen alsof Sly haar partner is (genaamd Constable Cooper). Samen ontsnappen ze en Dr. M wordt gedood wanneer de hele kluis onstabiel wordt en instort. De rest van de Cooper Gang vindt Sly's stok en visitekaartje naast een alternatieve opening in de kluis. Wanneer Sly nooit terugkeert, splitst de bende zich op, behalve Bentley en Penelope, die hun relatie voortzetten.
Dimitri wordt een rijke duiker; de pandakoning keert terug naar China en begint twee deuren verder te wonen dan Jing King, terwijl hij al haar toekomstige echtgenoten screent (tot nu toe is ze nog steeds ongehuwd); Murray voltooit zijn training bij de Goeroe en wordt later een professionele autocoureur met de teambus; de Goeroe, na het afronden van Murray, leert zijn mystieke kunst aan een groep rocksterren; en Penelope en Bentley hebben een nieuwe kluis gemaakt om de Cooper-rijkdom te beschermen die wordt beschermd door lasers, en hebben een tijdmachine gebouwd. Uiteindelijk wordt Sly hand in hand met Carmelita op een balkon gezien, wanneer Bentley ze ziet. Sly kijkt Bentley recht aan en knipoogt. Dit toont aan dat Sly zijn geheugenverlies had vervalst om een relatie met Carmelita te beginnen.

## Gameplay
Nieuwe variaties in het spel zijn meer speelbare personages naast die van Sly, Murray en Bentley. Ten eerste is inspecteur Carmelita Fox een speelbaar personage in sommige minigames en een paar keer in het hoofdspel. Ten tweede zijn er enkele nieuwe personages geïntroduceerd, waaronder een sjamaan genaamd de Goeroe en een muis genaamd Penelope. Ten slotte zijn ook personages uit eerdere titels, zoals Dimitri en de Pandakoning, speelbaar. Bovendien hebben Bentley en Murray de mogelijkheid om in deze game te zakkenrollen. Murray takelt verbijsterde of nietsvermoedende bewakers boven zijn hoofd en schudt ze naar beneden voor munten en buit. De munten moeten van de grond worden gehaald nadat de bewaker is geschud. Bentley gebruikt een hengelachtige magneet om munten en buit binnen te halen. Wanneer de magneet vastzit, beweegt Bentley weg van de bewaker om de zak te plukken. Waardevolle schatten hoeven niet meer terug te worden verkocht aan ThiefNet. Het bedrag dat een artikel waard is, wordt onmiddellijk opgeteld bij het aantal munten. Speciale schatten ontbreken in de hele wereld.
De game bevat ook 3D-secties. 3D-brillen zijn bij elk nieuw exemplaar van het spel meegeleverd en worden in bepaalde delen van het spel gebruikt. 3D-effecten zijn echter optioneel, waardoor de speler in plaats daarvan de niveaus in standaard 2D kan bekijken. Sommige niveaus zijn vanaf het begin speelbaar in 3D, terwijl voor andere niveaus de 3D-functie moet worden ontgrendeld. Het 3D-effect is gericht op bepaalde objecten op de achtergrond in plaats van op de personages zelf, waardoor de noodzakelijke blauw / rode scheiding tot een minimum wordt beperkt en waarnemers zonder 3D-bril gemakkelijker worden. Sly 3 bevat nieuwe gameplay-elementen en -vaardigheden, zoals veilig kraken, zoeken naar aanwijzingen en objecten in schilderijen, luchtgevechten, vermommingen, piratenschipgevechten en gesprekken. Het verwijderen van aanwijzingsflessen en kluizen was echter niet populair bij spelers. Om de herhalingswaarde te verhogen, is een offline multiplayer-modus inbegrepen, samen met uitdagingen en extra films ontgrendeld voor specifieke voltooiingspercentages van games. De multiplayer-spellen zijn: Cops and Robbers, Hackathon, Bi-Plane Duel en Galleon Duel. Uitdagingen zijn missies met specifieke normen, samen met een schatzoekmissies voor elke wereld die aan het einde van het spel wordt behaald.

## Heruitgebracht
In 2010 maakte Sony samen met Sanzaru Games een heruitgebrachte versie van de 3 eerste spellen (Sly Raccoon, Sly 2: Band of Thieves & Sly 3: Honor Among Thieves)
Deze trilogie is speelbaar op de PlayStation 3.